# Гурово-Илавецке
Гурово-Илавецке (пол. Górowo Iławeckie; нем. Landsberg) — город в Польше, входит в Варминьско-Мазурское воеводство, Бартошицкий повят. Имеет статус городской гмины. Занимает площадь 3,32 км². Население — 4021 человек (на 2018 год).

## История
Город возник на земле пруссов Натангии, захваченной крестоносцами Тевтонского ордена в XIII веке. С этими местами связано имя Геркуса Мантаса, руководителя восстаний пруссов против захватчиков, погибшего в близлежащих лесах в 1273 году.
Город основан комтуром Бальги Генрихом фон Муро 5 февраля 1335 года на кульмском городском праве. 
В 1414 году, во время так называемой "Голодной войны", город был захвачен и разрушен поляками, погибло или уведено 54 жителя. Входил в Прусский союз с момента его образования в 1440 году. Во время гражданской войны в 1456 году был вновь разрушен. По Второму Торуньскому миру остался под властью ордена. В 1482 году отдан в залог вожаку наемников Николаусу фон Таубенхейму во исполнение долговых обязательств Ордена перед ним. В 1528 году герцог Альбрехт взял залог назад и передал владение в 1535 году трухзесу Фридриху фон Вальдбург в качестве награды за военные успехи против поляков в Войне Всадников (1519—1526). Ландсберг оставался до иммедиатизации его, в 1810 году принадлежал к поместью Вильденхофф, где сидели сначала Вальдбурги, затем Шверины. Ландсберг был единственным городом района Прейсиш-Эйлау, который находился до великих реформ Штейна-Гарденберга в частном ленном владении.
В 1655 году большой пожар нанес городу значительный ущерб. Во время Великой Чумы 1710 года в Ландсберге из примерно 1000 жителей погибло 767. Тела были похоронены на Чумном кладбище, место которого позднее отошло под газовый завод.
В 1718—1779 годах Ландсберг был гарнизонным городом, где, в основном, размещалась рота гренадеров. 17 февраля 1807 года Наполеон Бонапарт остановился в доме приходского священника Ландсберга. 
В XIX веке шло постепенное развитие города. Был расквартирован новый гарнизон, проведены шоссе и в 1898 году — железнодорожная линия. Газовый завод открылся в 1908 году, коммунальное водоснабжение в 1910 году, электроэнергия с 1924 и в 1928 году — телефон. Новая городская школа начала учебную деятельность в 1927 году.
Первоначально город назывался Ландштрассе (нем. Landstraße), затем Ландсберг (нем. Landsberg; в переводе с немецкого «земляная гора»). Город располагался недалеко от центра округа Пройсиш-Эйлау (нем. Preußisch Eylau; пол. Iławka Pruska), ныне Багратионовск в Калининградской области России. После включения города в 1945 году в состав Польши возникла необходимость дать ему новое название. Комиссия по переименованию добавила к новому названию города, связанному со словом «гора», историческое название центра округа.

## Памятники
В реестр охраняемых памятников Варминьско-Мазурского воеводства занесены:
- Городская планировка старого города XIV в.
- Городской костёл  1367, XVII, 1866, 1911 г.
- Костёл Святого Сердца 1892—1895 гг.
- Лютеранско-аугсбургская кладбищенская часовня конца XIX в.
- Иудейское кладбище XIX в.
- Городские стены середины XIV в.
- Ратуша  XV, 1655, XIX в.
- Дом XIX/XX в. по ул. Окружной, 10
- Дом конца XIX в. по пл. Ратушной, 4
- Газовый завод 1908 г.

## Фотографии

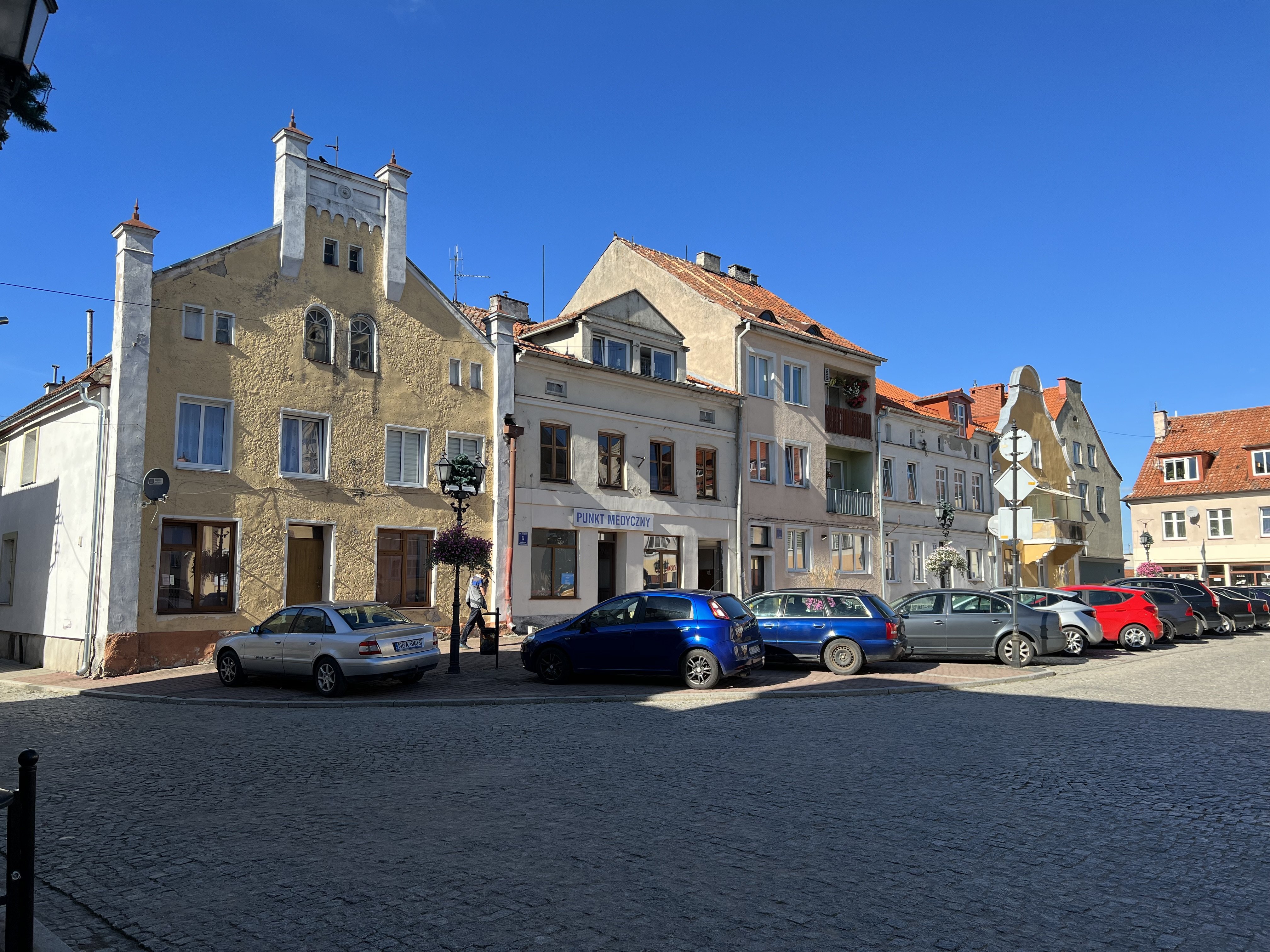
Рынок
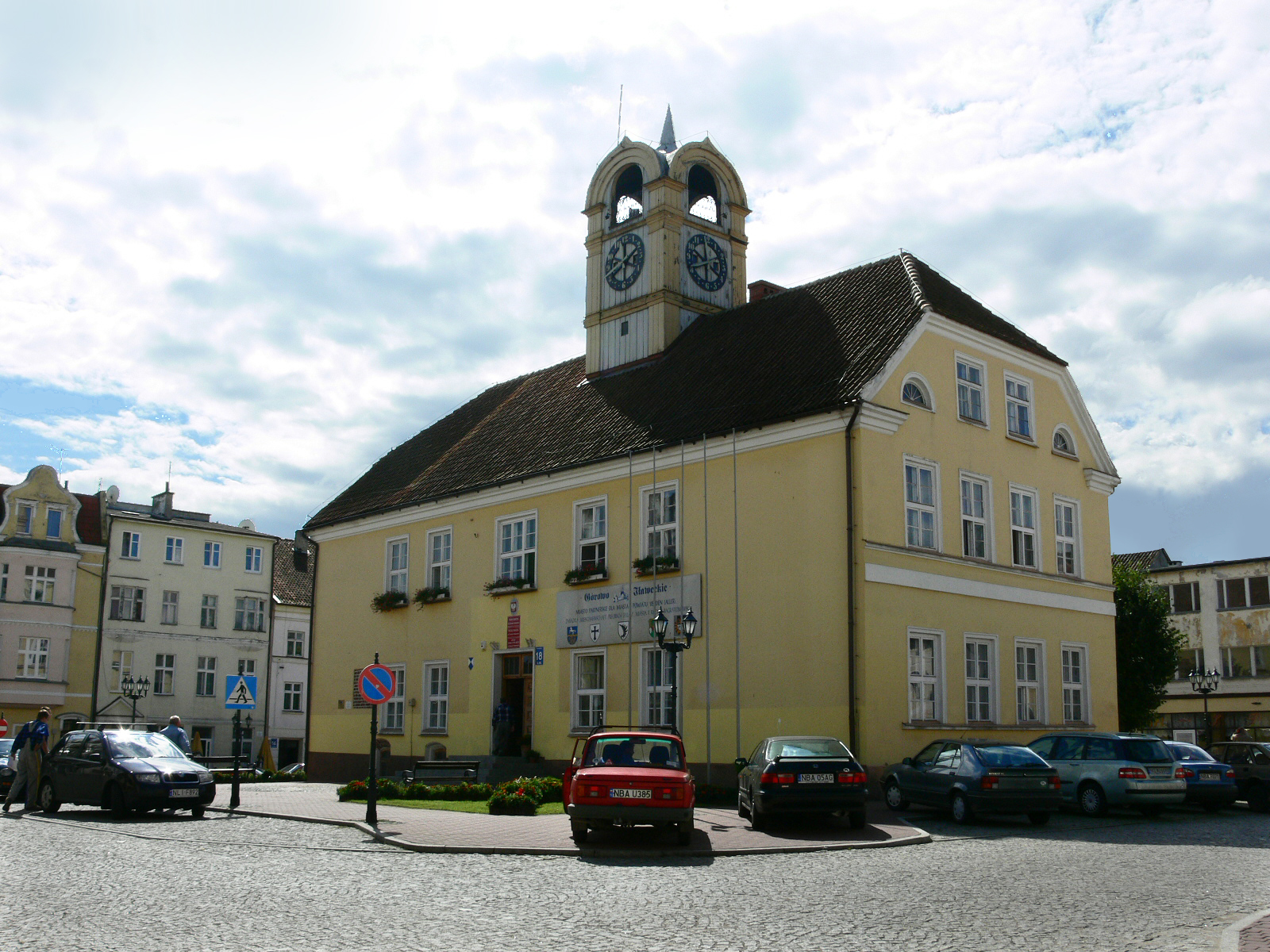
Ратуша
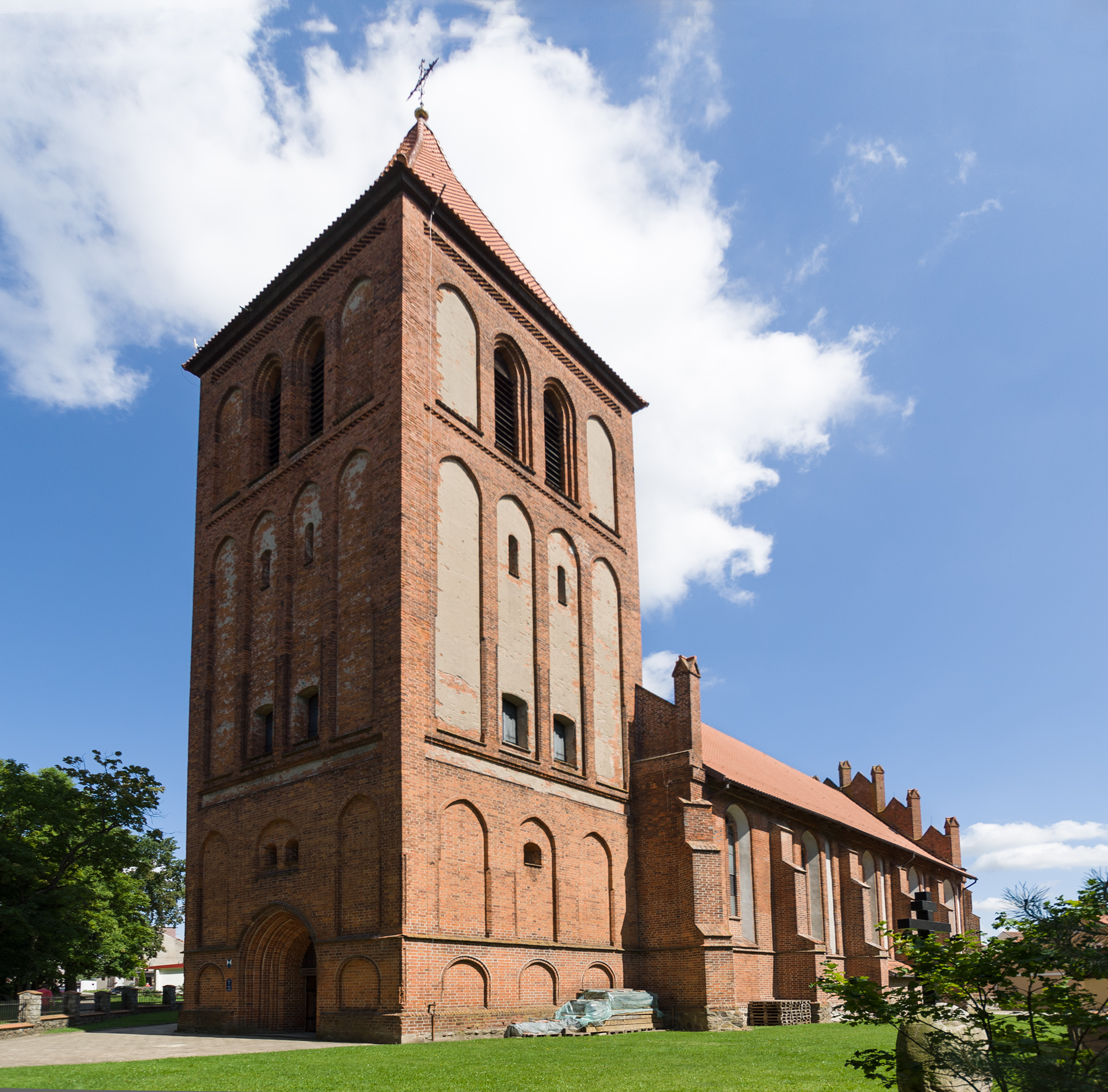
Костёл
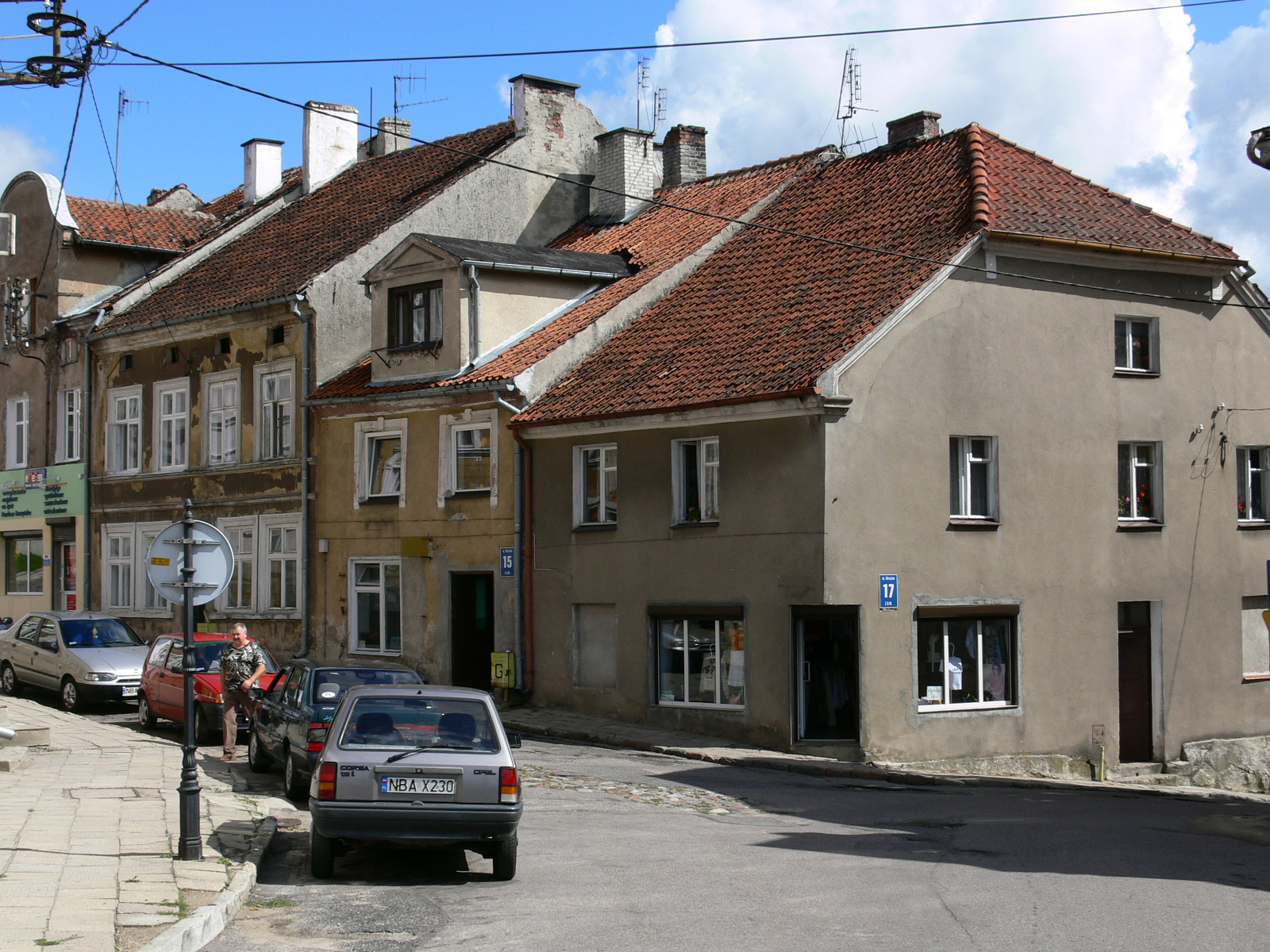
Улица